# Sesia apiformis
Sesia apiformis, conocida como oruga perforadora de chopos o abejilla del álamo y del chopo, es un insecto lepidóptero de la familia Sesiidae. Los imagos imitan en su aspecto a una avispa. Este lepidóptero perforador se alimenta en estado de oruga fundamentalmente de chopos (Populus sp.) y, en menor medida, de sauces (Salix sp.) y aliso Alnus glutinosa. Está considerada una plaga para estos árboles, a los que causa importantes daños en la base y en las raíces que afectan a la formación de la planta.

## Biología
Para completar su ciclo biológico necesitan al menos dos años. Tras emerger de las galerías del árbol en que se desarrollaron y después de estirar las alas, las hembras se posan en el tronco o en sus cercanías y emiten feromonas que los machos detectan con sus antenas y acuden para aparearse; una vez fecundada, la hembra realiza la puesta de unos 2000 huevos que almacenaba en su abdomen, cerca de la base del tronco o raíces gruesas del árbol. Al nacer las larvas tienen la cabeza de color castaño en forma de corazón y el abdomen blanco, en su último segmento cuentan con un gancho quitinoso arqueado hacia delante; conforme van evolucionando son más anchas y de mayor longitud, pudiendo alcanzar hasta 55 mm, y empiezan a alimentarse de la madera. Aproximadamente a mitad de su desarrollo construye un capullo de color pardo oscuro con los serrines de la madera en el que se transformará en crisálida; algo más de un mes después el nuevo imago rompe el capullo y sale al exterior. Aunque la mariposa se asemeja en su aspecto a una avispa, se puede distinguir de éstas por su abdomen en prolongación con el tórax, sin el característico estrechamiento de las avispas. Los machos son de menor tamaño y tienen una menor envergadura que las hembras (40 mm, frente a los 45 mm de las hembras). Sus antenas son de color negro, bipectinadas y cuentan con un mechón de pelos de color amarillo en la base; el cuarto segmento del abdomen difiere de los demás y tiene un color amarillo con tonos pardo oscuro en el caso del macho y negro cobrizo en el caso de las hembras.

## Daños en los árboles
Los daños que producen las orugas de estos lepidópteros perforadores afectan principalmente a la formación de los árboles en los que se alojan y a su posterior crecimiento. Las galerías que excavan rompen los tejidos conductores y afectan a la circulación de la savia, lo que trae como consecuencia una debilitación del árbol. Los daños en las raíces y la base del tronco pueden tener como consecuencia que los pies afectados puedan llegar a partirse por la acción del viento.

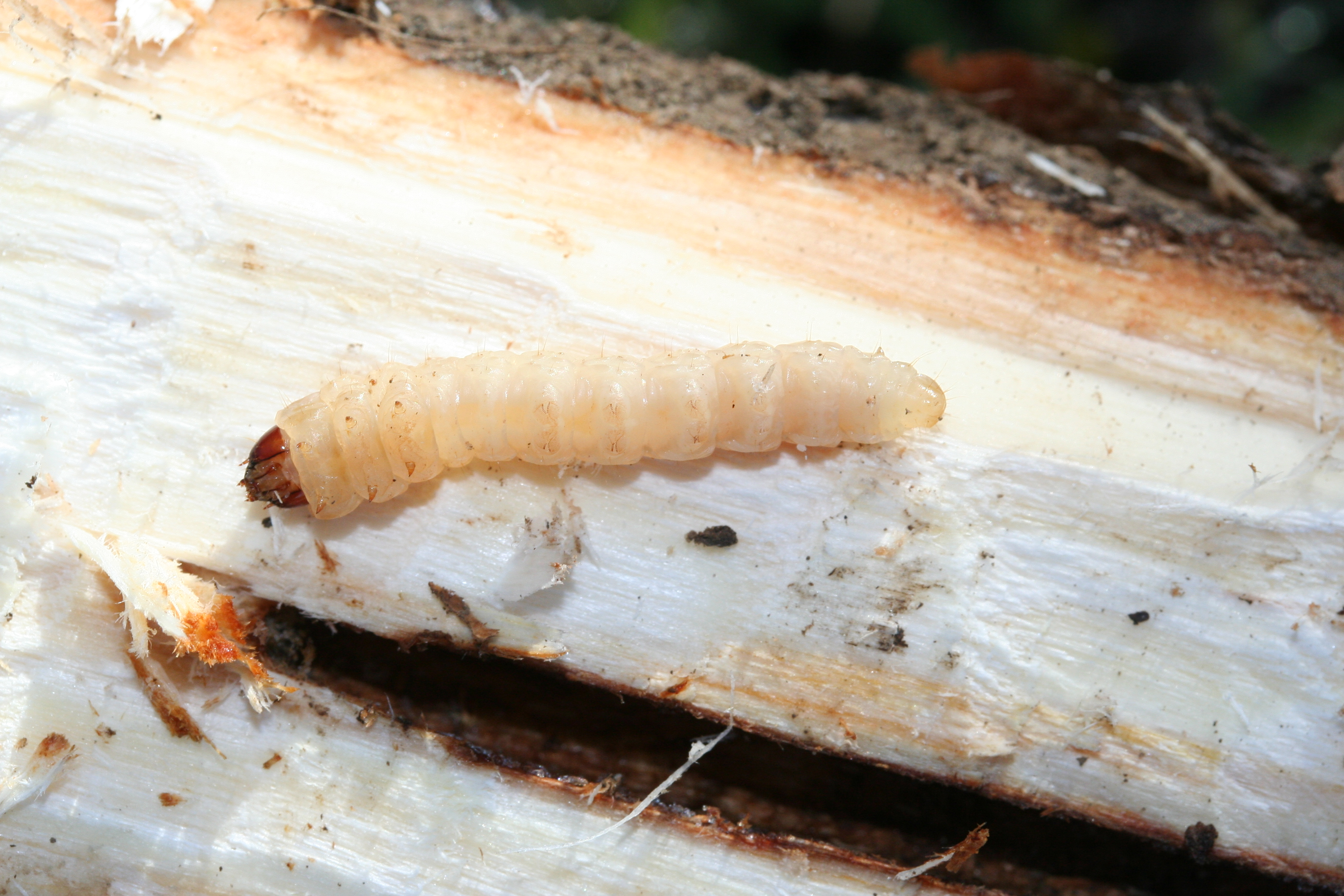
Oruga de Sesia apiformis al lado de la galería que ella misma había excavado en la raíz de un chopo joven. Extraída tras realizar un corte en la madera.

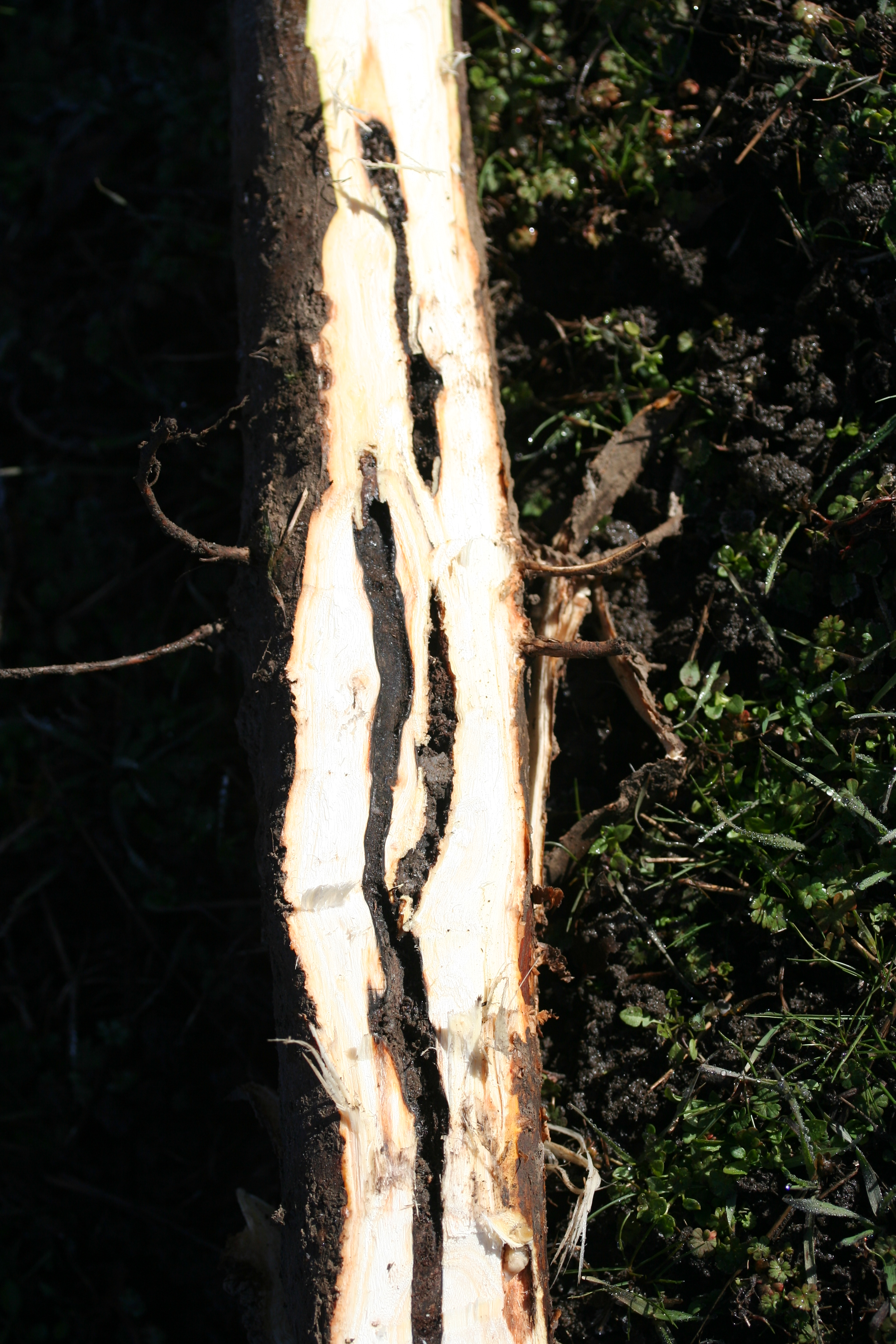
Galerías en la raíz de un chopo joven producidas por larvas de Sesia apiformis.